# 슈퍼그래픽
슈퍼그래픽(Super Graphic)는 1960년대 이후에 나타난 환경 디자인의 유형으로 1960년대 후반부터 유행하였다. 벽체 전체의 디자인으로 건물 외벽에 장식할 수 있고, 그래픽 작업의 건물, 아파트, 공장, 학교 등이 외벽을 미관상 장식해 도시의 경관을 아름답게 한다. 1920년대와 1930년대의 멕시코와 미국의 벽화운동에서 유래되었다.

## 같이 보기
- 환경 디자인